# Assassin's Creed II: Discovery
Assassin's Creed II: Discovery este un joc video creat de Griptonite Games și publicat de Ubisoft în 2009.
Jocul a fost lansat pentru iOS și Nintendo DS.